# Garang (mythologie)
Pour les articles homonymes, voir Garang.
Garang est une des plus importantes divinités (nhialic) du panthéon Dinka, l'ethnie majoritaire de la république sud-soudanaise. Garang est aussi le nom du premier homme à être apparu sur la terre, le nom de sa compagne étant Abuc. Malgré la christianisation de l'ethnie, Garang reste un prénom masculin très populaire.
Cette divinité est connue chez les Nuer (voisins des Dinka) sous le nom de Rang ou Rangdit (Rang le Grand).

## Théonyme
Chez les Nuer, le dieu Rang et son fils Mabith sont le plus souvent associés avec les animaux sauvages ainsi qu'avec la chasse ; Mabith étant plus particulièrement associé aux girafes. Dans la langue Nuer, le mot rang signifie « celui qui sait bien manier la lance ». Ce même mot signifie aussi « ensoleillement » et dans certains contextes « lumière ». 
Sa forme verbale peut se traduire par « briller, éblouir ».

## Couleur
Les Dinka associent le dieu Garang à la couleur rouge, dans leurs prières ils lui donne l'épithète de wa malual c'est-à-dire « père rouge ». Sa puissance est perçue dans des choses rouges, brunes ou de couleurs fauves surtout si ces dernières apparaissent avec du blanc. Les taureaux qui ont le pelage brun-rouge avec une plaque blanche sur le ventre lui sont ainsi consacrés (pelage makol) ce qui fait que Garang est aussi associé avec le soleil, akol en langue Dinka.